# Zbigniew Żupnik

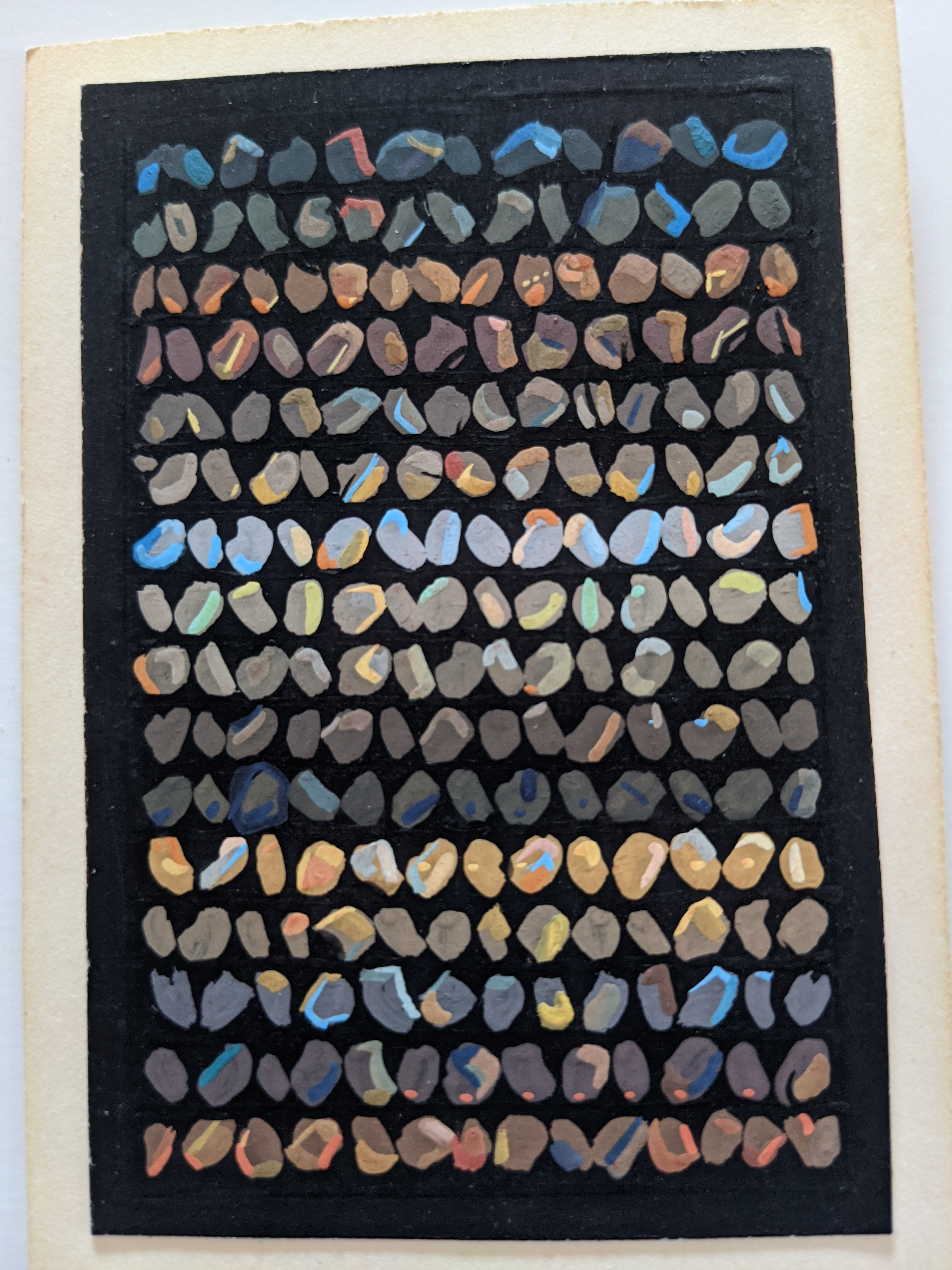

Zbigniew Żupnik (Cracovia, 26 de mayo de 1951- ibidem, 27 de julio de 2000) fue un pintor polaco.

## Trayectoria
Estudió en la Academia de Bellas Artes Jan Matejko de Cracovia con Adam Marczyński, entre otros.
Sus obras aparecieron en una exposición individual en Cracovia de 1977 y en varias colectivas en Cracovia (Dyplomaci II, 1977; Warsztaty, 1980), París (L'art des jeunes, 1980) y Łódź, (Sztuka młodych, 1980).